# Maude Valérie White
Maude Valérie White (Dieppe, Normandia, França, 23 de juny de 1855 - Gran Londres, Regne Unit, 2 de novembre de 1937) fou una compositora anglesa.
Estudià composició en la Royal Academy of Music, de Londres, guanyant el 1879 el premi Mendelssohn. Completà els estudis musicals a Viena, el 1883. Gaudí d'un merescut renom en tots els països de llengua anglesa com a compositora de cançons, algunes de les quals han estat publicades en alemany i francès.
També va escriure el quintet vocal Dus bist wie eine Blume, diversa música per a piano i l'òpera Jocelyn.
Llista no exhaustiva de les cançons més conegudes:
- Songs absent, yet present;
- A widow bird sate mourning;
- Home thoughts from abroad;
- I prithee send me back my hearth;
- It isna. Jean thy bonnie face;
- Loving and True;
- Montrose's LOve Song;
- My ain kind Dearie;
- Ol My Nannie;
- Prayer for Mary;
- To Blossoms;
- To Daffodils;
- To Electra;
- To music to becalm his fever;
- When Delia on the Plain appears;
- When June;
- Adieu Suzon;
- Amour fidèle, Au bord del cau;
- Chantez, chantez, jeune inspirèe;
- Espoir en Dieu;
- Heureux qui peut aimer;
- Ici bas;
- Prière;
- Addio Lucia;
- Das Meer hat seine Perlen;
- Er war en König in Thule;
- Frithjof's Gesang;
- Ich fühle deinen Odem;
- Benear me when my light is low;
- The bonny curl;
- Come to me in my dreams;
- Did one but know;
- I have lived and loved;
- Love is and was my lord and king;
- Mary Morison;
- Since I am hers;
- Soft Lesbian airs;
- Song and Music;
- The Throstle;
- To Corinna singing;
- Victorious Charm;
- What I do and what I dream;
- Ye Cupids, droop each little head;
- My Indian Summer (1923).